# Йоахім Рінгельнац
Йоахім Рінгельнац (нім. Joachim Ringelnatz) — псевдонім німецького письменника та художника Ганса Беттіхера (7 серпня 1883, Вурцен, Саксонія — 17 листопада 1934, Берлін). 

## Біографія
З 1894 по 1900 рік жив із родиною на вулиці Готшедштрассе, 40 у Лейпцигу.
Його псевдонім Ringelnatz зазвичай пояснюють як діалектний вислів для тварини, можливо, варіант Ringelnatter, німецьке слово для вужа або, ймовірніше, морського коника, що обмотується (нім. ringeln) хвостом навколо предметів. Моряки називають морського коника Ringelnass (nass = мокрий). Можливо з цією твариною поет відчував спорідненість, оскільки в юності був моряком, а Першу світову війну провів на флоті на тральщику.
У 1920–1930-х роках він працював кабаретистом, тобто свого роду сатиричним стендапером.
Рінгельнац відомий насамперед своїми абсурдними віршами, в яких часто використовується гра слів. Деякі з них схожі на твори Крістіана Моргенштерна, але більш сатиричні за тоном, а іноді й доволі субверсивні. Його найпопулярнішим персонажем є анархічний моряк Куддел Дадделду з його п'яними витівками та зневагою до влади.
У свої останні тринадцять років життя Рінгельнац також був  активним і плідним візуальним художником. Основна частина його творів зникла під час Другої світової війни, але понад 200 картин і малюнків вціліли. У 1920-х роках деякі його роботи були виставлені в Берлінській академії наук разом із роботами його сучасників Отто Дікса та Джорджа Гроса. Рінгельнац проілюстрував свій власний роман під назвою «...liner Roma...» (1923), назва якого є подвійно скороченою «Berliner Roman» (берлінський роман), оскільки, за його словами, «берлінські романи зазвичай не мають гідного початку і належного кінця». («Berliner Romane haben meist keinen ordentlichen Anfang und kein rechtes Ende» )
У 1933 році він був заборонений нацистським урядом як «дегенеративний художник».
Після смерті Рінгельнаца його вдова Леонгарда Піпер вийшла заміж за Юліуса Гешера, і їхній син Норберт керував спадщиною Рінгельнаца та зібрав колекцію його творів. У 2019 році Норберт передав колекцію музею Йоахіма Рінгельнаца в Куксгафені.

## Твори
- 1910 Gedichte

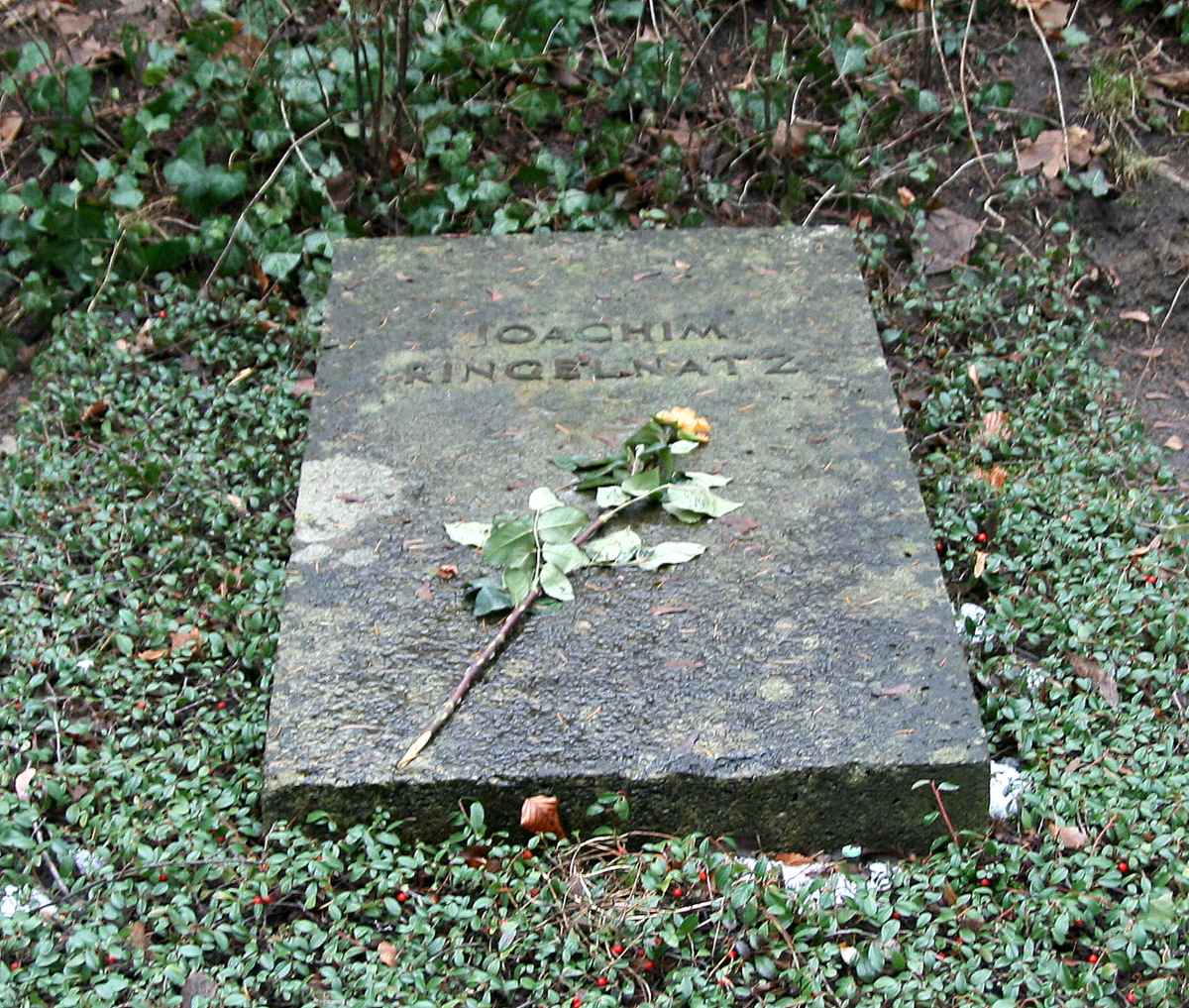
Могила в Берліні

- 1911 Was ein Schiffsjungen-Tagebuch erzählt
- 1912 Die Schnupftabakdose. Stumpfsinn in Versen und Bildern von Hans Bötticher und Richard Seewald
- 1913 Ein jeder lebt's. Novellen (цифрова реконструкція: UB Bielefeld )
- 1920/1923 Turngedicte
- 1920 Kuttel Daddeldu oder das schlüpfrige Leid
- 1921 Die gebatikte Schusterpastete
- 1922 Die Woge. Marine-Kriegsgeschichten
- 1923 Kuttel Daddeldu (цифрова реконструкція: Kuttel Daddeldu. Neue Gedichte der erweiterten Ausgabe, скани видання 1924 року в бібліотеці Білефельдського університету )
- 1924 ... лайнер Рома... З 10 картинками сам.
- 1924 Нервосипопель. Ельф Ангелегенхайтен
- 1927 Reisebriefe eines Artisten
- 1928 Allerdings (цифрова реконструкція: UB Bielefeld )
- 1928 Als Mariner im Krieg (під псевдонімом Густав Гестер)
- 1928 Matrosen. Erinnerungen, ein Skizzenbuch, handelt von Wasser und blauem Tuch
- 1929 Flugzeuggedanken
- 1931 Mein Leben bis zum Kriege ( автобіографія )
- 1931 Kinder-Verwirrbuch з багатьма малюнками
- 1932 Die Flasche und mit ihr auf Reisen
- 1932 Gedichte dreier Jahre (цифрова реконструкція: UB Bielefeld )
- 1933 103 Gedichte (цифрова реконструкція: UB Bielefeld )
- 1934 Gedichte. Gedichte von einstmals und heute

Посмертно
- 1935 Der Nachlaß
- 1939 Kasperle-Verse

Більшість картин Рінгельнаца були втрачені під час Другої світової війни; одна з них у Kunsthaus Zürich не виставлена для публічного огляду. Музей Рінгельнатца в Куксгафені, яким керує Фонд Рінгельнац (див. нижче), демонструє багато його картин. Більшість надходили від приватних власників, чиї картини пережили Другу світову війну.